# 室津郷馬子唄
室津郷馬子唄（むろつごうまごうた）は、高知県室戸市の室津八幡宮の秋祭りで唄われる。室戸市指定無形民俗文化財。
特徴として、馬に飾りつけ町を練り歩く。